# Storøyna
Storøyna est une île norvégienne du comté de Hordaland appartenant administrativement à Vaksdal.

## Description
Recouverte de végétation, elle s'étend sur environ 544 m de longueur pour une largeur approximative de 212 m.  